# W21S
W21S（だぶりゅーにーいちえす）は、ソニー・エリクソン・モバイルコミュニケーションズ（現：ソニーモバイルコミュニケーションズ）によって開発され、KDDIのauブランドで販売されたCDMA 1X WINの携帯電話である。

## 特長
初のソニー・エリクソン製CDMA 1X WIN端末で、CDMA 1X WIN端末初のアンテナ内蔵機であり、発売当時の各種サービスなどに対応したハイエンドモデルである。
本体にステレオスピーカーを搭載し、EZ「着うた」や各種コンテンツがステレオで楽しめる（本端末が発売された当時は「着うたフル」が開始されていなかったため、EZ「着うたフル」には対応しない）。また、付属の卓上ホルダを装着する事でより広がりのある音が楽しめるようになっている。
液晶画面は新開発の高輝度2.4インチQVGA液晶が搭載され、屋内外でも視認性が向上している。
WIN端末では初のジョグダイヤルが搭載され、UIも操作性を生かした「クロスメニュー」が採用されている。
2007年夏モデルのW53Sが発表されるまでWIN唯一のジョグダイヤル搭載機であった。

## 対応サービス
- EZ「着うた」（ステレオ対応）- ステレオ対応の着うたコンテンツとしてCHEMISTRYの「mirage in blue」がプリセットされている。
- EZナビウォーク(電子コンパス対応)
- EZチャンネル
- ムービーメール(S/M/L)
- EZムービー(S/M/L)
- EZアプリ (BREW)
- 赤外線通信（TVリモコン対応）